# Carl Rungius

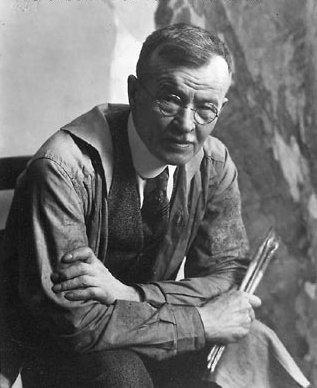
Carl Rungius (ca. 1920) in Banff, Alberta, Kanada

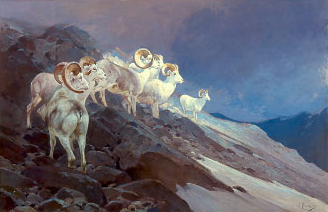
Wary Game (1909)

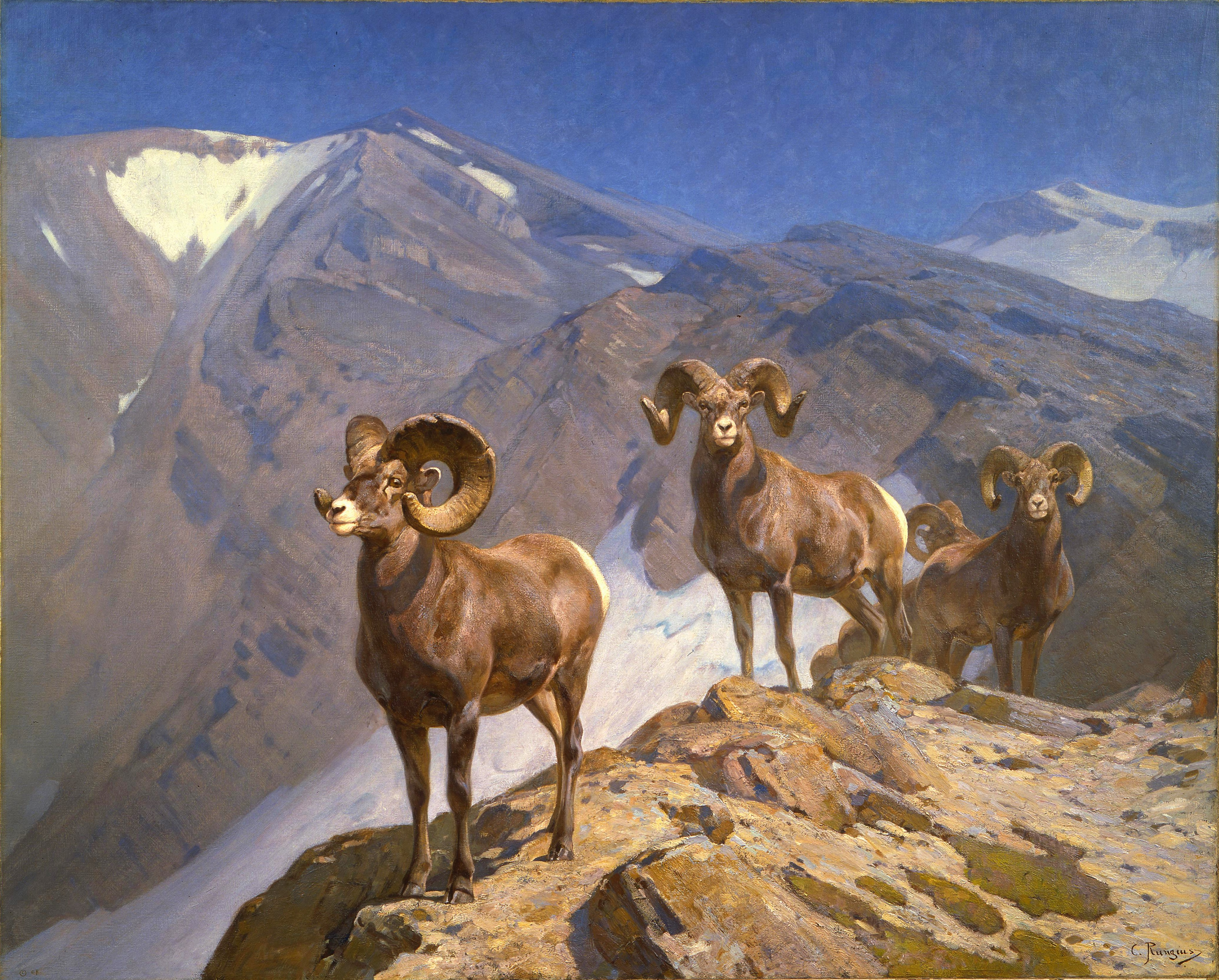
Big Horn Sheep on Wilcox Pass (1912)

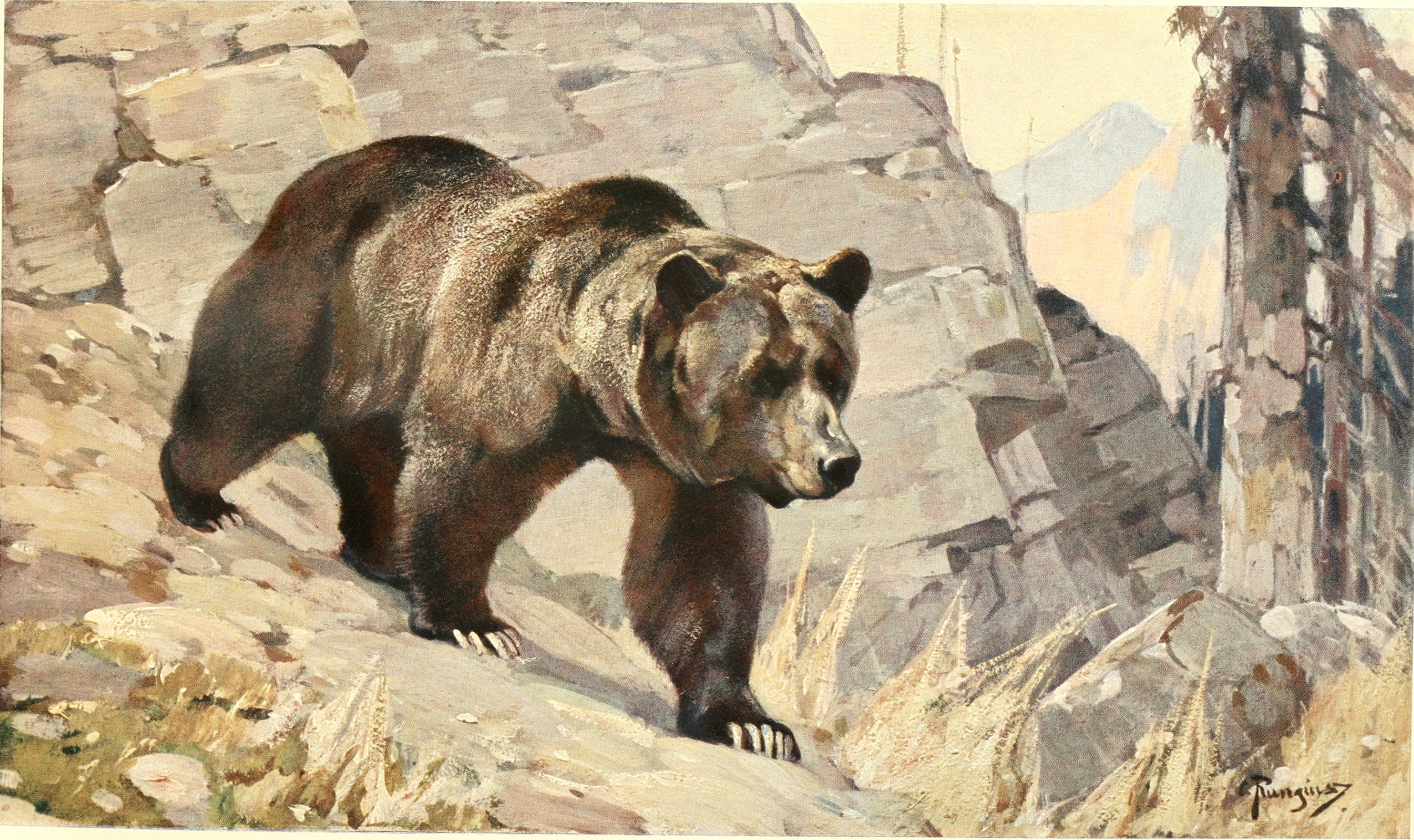
Grizzlybär, Illustration aus Brehms Tierleben (1911)

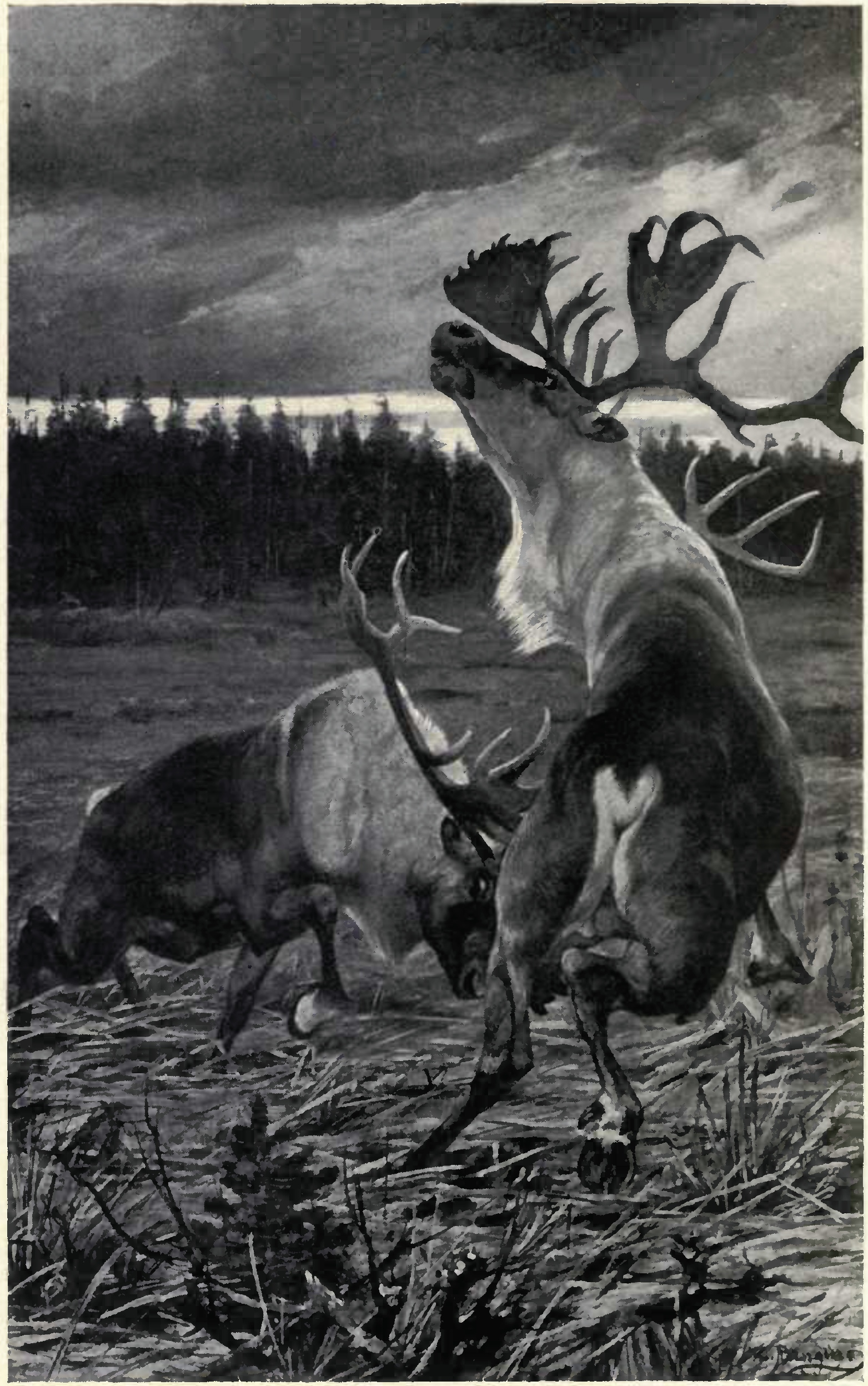
Roaring in a frenzy (1901)

Carl Clemens Moritz Rungius (* 18. August 1869 in Rixdorf; † 21. Oktober 1959 in New York City) war ein US-amerikanischer Wildtiermaler deutscher Herkunft. Vor allem in der ersten Hälfte des 20. Jahrhunderts aktiv, erlangte er den Ruf als bedeutendster Großwildmaler Nordamerikas.

## Leben
Rungius war der Sohn des Pastors Heinrich Rungius (1833–1922) und seiner Frau Magdalene Fulda. Er verbrachte den größten Teil seiner Kindheit im Berliner Bezirk Britz. Er hatte sieben Schwestern und einen Bruder. Seine Familie hatte Interessen an Kunst, Natur und Präparation. Mit Beginn der Schulpflicht, wurde Rungius zu seiner verwitweten Großmutter nach Burg (bei Magdeburg) geschickt. Er zeigte bereits in jungen Jahren eine Leidenschaft für die Jagd, welche später sein Leben dominieren und einen enormen Einfluss auf seine Kunst haben würde. Rungius hatte auch früh Ambitionen, Tiermaler zu werden. In seiner Teenagerzeit verstärkte eine Ausstellung von Richard Friese, zu seiner Zeit Deutschlands führender Tiermaler, Rungius’ Ambitionen. Obwohl er eine immense Abneigung gegenüber der Schule hatte, schloss Rungius seine akademischen Kurse ab und bestand seine Prüfungen, was ihn für ein Pflichtjahr im Militärdienst qualifizierte, den er 1891 absolvierte. In den nächsten drei Sommern machte Rungius eine Ausbildung zum Wand- und Holzmaler.
Von 1888 bis 1890 studierte er Kunst an der Berliner Kunstakademie, wobei seine Ausbildung mit einem Lehrgang in Ornamentdesign begann. Er hatte jedoch daran wenig Interesse und verbrachte zunehmend seine Freizeit im Berliner Zoo, wo er die Tiere zeichnete und studierte. Zootiere waren keine Objekte, die er physisch bewältigen konnte. Um einen besseren Einblick in die Anatomie von Tieren zu bekommen, besuchte Rungius häufig die örtliche Leimfabrik, um die Tieranatomie in ihrer grundlegendsten Form zu studieren. Sein Vater schoss oft streunende Katzen in seinem Garten und übergab die Kadaver an Carl. Obwohl seine Arbeit in der Leimfabrik und mit Katzen unangenehm war, empfand Rungius sie als entscheidend für seine künstlerische Entwicklung.

1894 lud Rungius’ Onkel Clemens Fulda ihn zur Elchjagd in Maine ein. Kurz darauf, 1895, reiste er nach Wyoming, was für ihn eine exotische Erfahrung war. Er fertigte umfangreiche Studien seiner Trophäen an und pirschte sich an das Wild heran, was ihm ein besseres Verständnis für die Tiere ermöglichte, die er malte. Der Sommer in Wyoming überzeugte Rungius davon, dass die Vereinigten Staaten seine neue Heimat werden sollten: 

„Ich malte nach dem gesammelten Material und kehrte später im Frühjahr 1896 nach Deutschland zurück... Mein Entschluss, alle Verbindungen mit der Alten Welt abzubrechen und endgültig in Amerika zu leben, war zu einem nicht geringen Teil auf diese erste Wyoming-Reise zurückzuführen. Denn mein Herz schlug für den Westen.“

Im Jahr 1896 wanderte Rungius in die Vereinigten Staaten aus. Nach Jagd- und Malreisen nach New Brunswick (1900–1909) und in das Yukon-Territorium (1904) begann seine Faszination für den nordamerikanischen Elch.
Rungius wurde von Jägern und Naturschützern engagiert, die Illustrationen von Wildtieren für ihre Zeitschriften, Bücher und Kampagnen zum Schutz bedrohter Tiere in Auftrag gaben. Seine Ankunft in den Vereinigten Staaten fiel mit der Erkenntnis zusammen, dass die Wildtier- und Vogelpopulationen des Kontinents zu verschwinden drohten. Mehrere besorgte Sportler verwendeten ihre Energie darauf, die sich verschlechternde Situation zu korrigieren, allen voran Theodore Roosevelt. Roosevelt war ein führender Vertreter des Naturschutzes und kämpfte dafür, die Verschwendung natürlicher Ressourcen zu beenden. Er gründete den United States Forest Service, unterzeichnete das Gesetz zur Einrichtung von fünf Nationalparks und 1906 den Antiquities Act, mit dem er 18 neue National Monuments in den Vereinigten Staaten ausrief. Zudem richtete er die ersten 51 Vogelschutzgebiete, vier Wildschutzgebiete und 150 Nationalforste ein, darunter den Shoshone National Forest, den ältesten des Landes. Gegen 1909 gab Rungius seine Tätigkeit als Illustrator auf, um sich vollständig der Karriere als Vollzeitmaler zu widmen. Seine Illustrationen blieben jedoch noch lange im Umlauf und spielten eine große Rolle bei der Verbreitung von Informationen über die ethische Jagd. Im Nordamerika des frühen 20. Jahrhunderts gab es nur wenige große Zoos, und die Fotografie steckte noch in den Kinderschuhen, sodass Illustrationen aus Büchern und Zeitschriften die Hauptinformationsquelle der Öffentlichkeit über Wildtiere waren.

Im Jahr 1910 sah der Tourguide Jimmy Simpson in Banff, Alberta, eine Reproduktion von Rungius’ Gemälde Wary Game, das sechs Dall-Schafe auf einem windigen Yukon-Bergkamm zeigt. Es wurde in einer Ausgabe des Bulletins der New York Zoological Society veröffentlicht. Als Simpson das Gemälde sah, erklärte er: 

„Dieser Kerl kennt seine Tiere und er kennt seine Schafe.“

 Er schrieb Rungius einen Brief, in dem er ihm eine großzügige Einladung aussprach. Wenn Rungius nach Banff käme, würde Simpson ihn kostenlos auf die Jagd nach Schafen mitnehmen. 1910 akzeptierte Rungius das Angebot, die Kanadischen Rocky Mountains zu besuchen, wo er eine große Anzahl seiner Gemälde malen würde. Er genoss die Möglichkeiten für Jagd, Erkundung und Sport so sehr, dass er 1921 in Banff ein Studio namens The Paintbox baute. Rungius sagte: 

„Ich könnte mir keinen geeigneteren Ort als Banff in Alberta vorstellen. Eine Provinz, die praktisch jede Art in ihren Grenzen hat. Leicht zu erreichen und eine kosmopolitische, aufgeschlossene Stadt mitten in der Wildnis, die gleichzeitig alle Annehmlichkeiten einer Großstadt bietet. Meine Frau, die ein paar Mal bei mir hier war, mochte Banff auch und befürwortete die Idee.“

 Rungius arbeitete jedes Jahr von April bis Oktober in seinem Banff-Studio, bis zu seinem Tod im Jahr 1959.
Rungius war ein begeisterter Sportsmann und verbrachte sehr viel Zeit in der Wildnis. Durch direkte Beobachtungen in der Natur konnte er außergewöhnliche Einblicke in die Tiere und ihre Umwelt gewinnen. Rungius malte sowohl Landschaften als auch Wildtiere, oft kombinierte er beides in einem Bild. Er platzierte Tiere in ihrer natürlichen Umgebung, eine Praxis, die zu Beginn des 20. Jahrhunderts in Nordamerika in der Malerei neu war. Seine Gemälde sind sehr romantisiert und zeigen eine Welt ohne Anzeichen menschlichen Einflusses. Unter anderem sind seine Werke im American National Museum of Wildlife Art (das die größte öffentliche Sammlung von Rungius’ Arbeiten hat), im niederländischen Rijksmuseum Twenthe und im Glenbow Museum in Calgary zu sehen. Seine Arbeit war auch Teil des Malerei-Events im Kunstwettbewerb bei den Olympischen Sommerspielen 1928.
Rungius wurde 1896 Mitglied des Camp-Fire Club (Rungius befand sich bei der Gründung des Clubs in Deutschland, wurde aber in Abwesenheit zu einem der zwanzig Gründungsmitglieder gewählt). Rungius war auch Mitglied des Boone and Crockett Club (1927), des Salmagundi Club (1907), Ausstatter für die jährlichen Kletterlager des Alpine Club of Canada (1910), assoziiertes Mitglied der National Academy of Design (1913, Mitglied und 1920 wurde er zum ordentlichen Akademiemitglied gewählt), Ehrenpfadfinder der Boy Scouts of America (1927) sowie Mitglied des Century Club, der Painters of the Far West und der Society of Animal Painters and Sculptors.
1927 wurden die Honorary Scouts der Boy Scouts of America ins Leben gerufen, „um amerikanische Bürger auszuzeichnen, deren Leistungen in Outdoor-Aktivitäten, Exploration und aufregenden Abenteuern von einer so außergewöhnlichen Art sind, dass sie die Vorstellungskraft von Jungen einfangen“. Rungius war einer von achtzehn Personen, die diese Auszeichnung erhielten.
Rungius starb am 21. Oktober 1959 in New York City. Nach seinem Tod kaufte Eric Harvie, Gründer des Glenbow Museums in Calgary, den gesamten Nachlass, einschließlich Gemälden, Skizzen, Fotografien, persönlichen Gegenständen und Erinnerungsstücken sowie sämtlichem Inhalt seiner Studios in Banff und New York. Diese enorme Sammlung von 1.404 Objekten macht das Glenbow Museum zum führenden Forschungszentrum für Rungius-Experten weltweit. Rungius’ Asche wurde auf dem Tunnel Mountain in Banff, Alberta verstreut.